# Mops niveiventer
Mops niveiventer је сисар из реда слепих мишева и фамилије Molossidae. 

## Угроженост
Ова врста није угрожена, и наведена је као последња брига јер има широко распрострањење.

## Распрострањење
Врста је присутна у Анголи, ДР Конгу, Замбији, Мозамбику и Руанди.

## Популациони тренд
Популациони тренд је за ову врсту непознат.